# Socket 7
Socket 7 és una especificació física i electrònica per a la família de processadors x86 manufacturats per als sòcols de microprocessadors Pentium de Intel, i compatibles amb Cyrix, AMD, Traducció i Rise Technology. Qualsevol CPU que segueixi aquestes especificacions pot ser instal·lat en qualsevol placa base compatible. Millora el Socket 5 i les diferències entre tots dos és a la patilla addicional (pin) que posseeix el Socket 7 i la capacitat d'aquest últim per disposar de voltatge de funcionament dual, mentre Socket 5 només té un únic voltatge. De tota manera, no totes les plaques base suporten el voltatge dual. Només quan les CPU de menys voltatge aparèixer, les plaques mare que suportaven dualitat aparèixer també. Qualsevol CPU Socket 5 pot inserir-se en una placa mare Socket 7.
Processadors suportats:
- 2,5 V - 3.5V Pentiums 75-233 MHz
- 2.2V - 3.5V AMD K5 - AMD K6 - AMD K6/2 3D NOW ! 111 -555 MHz.
- Cyrix 6x86 (i MX) P120 - P233.

Socket 7 utilitza el spga socket-, a més d'un LIF de 296 pins en distribució 37x37 (que és molt rara), o els més comuns són els ZIF de 321 pins distribuïts en 19x19.
Una extensió del Socket 7, Super Socket 7 va ser dissenyat per permetre als microprocessadors AMD K6-2 i AMD K6-III funcionar a un major índex de cicles de rellotge i usar AGP. Els dos estàndards són compatibles, però les opcions extres de Super Socket 7 són només accessibles si la placa mare i el microprocessador ho són també.